# Hautemorges
Hautemorges je obec na jihozápadě Švýcarska, v okrese Morges v kantonu Vaud. Žije zde 4338 obyvatel (k 31.12.2023).

## Historie
Dne 1. července 2021 se doposud samostatné politické obce Apples, Bussy-Chardonney, Cottens, Pampigny, Reverolle a Sévery sloučily do nové politické obce Hautemorges.